# NGC 6166
NGC 6166 is een elliptisch sterrenstelsel in het sterrenbeeld Hercules. Het hemelobject werd op 30 mei 1791 ontdekt door de Duits-Britse astronoom William Herschel.

## Synoniemen
- UGC 10409
- MCG 7-34-60
- ZWG 224.39
- VV 364
- 3C 338
- PGC 58265